# No Promises (canción de Cheat Codes)
«No Promises» es una canción grabada por el trío de DJs estadounidense Cheat Codes. Cuenta además con la participación vocal de Demi Lovato junto a Trevor Dahl, miembro del grupo. El sencillo fue publicado el 31 de marzo de 2017 y debutó en las radios estadounidenses el 11 de abril de 2017. "No Promises" fue escrita por los miembros del grupo junto a Lovato, el músico Lauv y el dúo Loote. La canción entró en los listados de las 20 canciones más populares en Letonia, Australia, Malasia, Nueva Zelanda, Polonia, Portugal y Reino Unido, y en las 30 más populares en Dinamarca, Hungría, Irlanda y Serbia.

## Composición
La canción fue compuesta bajo la tonalidad B♭ mayor con un movimiento de 113 beats al compás por minuto.

## Vídeo musical
El vídeo musical fue publicado el 16 de mayo de 2017 a través del canal de Cheat Codes en YouTube y fue dirigido por la estadounidense Hannah Lux Davis.

## Presentaciones
Cheat Codes presentó la canción en directo junto a Demi Lovato en el programa The Tonight Show Starring Jimmy Fallon el 22 de mayo de 2017.

## Posicionamiento en listas

### Semanales
| Alemania        | Official German Charts     | 40  |
| Australia       | ARIA Top 100 Singles       | 17  |
| Austria         | Ö3 Austria Top 40          | 40  |
| Bélgica (Fl)    | Ultratip                   | 2   |
| Bélgica (W)     | Ultratop                   | 9   |
| Canadá          | Canadian Hot 100           | 53  |
| Colombia        | Los 40                     | 9   |
| Croacia         | HRT                        | 69  |
| Dinamarca       | Tracklisten                | 30  |
| Escocia         | Scottish Singles Chart     | 14  |
| Eslovaquia      | Singles Digital Top 100    | 16  |
| España          | PROMUSICAE                 | 63  |
| Estados Unidos  | Billboard Hot 100          | 38  |
| Estados Unidos  | Pop Songs                  | 9   |
| Estados Unidos  | Hot Dance/Electronic Songs | 6   |
| Finlandia       | Suomen virallinen lista    | 10  |
| Francia         | SNEP                       | 163 |
| Hungría         | Single Top 40              | 37  |
| Irlanda         | IRMA                       | 14  |
| Italia          | FIMI                       | 45  |
| Letonia         | Latvijas Top 40            | 3   |
| Malasia         | RIM                        | 10  |
| Noruega         | VG-lista                   | 39  |
| Nueva Zelanda   | NZ Top 40 Singles Chart    | 20  |
| Países Bajos    | Dutch Top 40               | 25  |
| Polonia         | Polish Airplay Top 100     | 3   |
| Portugal        | AFP                        | 12  |
| Reino Unido     | UK Singles Chart           | 18  |
| República Checa | Singles Digitál Top 100    | 18  |
| Serbia          | Top 50 Srbija              | 25  |
| Suecia          | Sverigetopplistan          | 37  |
| Suiza           | Schweizer Hitparade        | 41  |
| Ucrania         | Tophit                     | 47  |
| Venezuela       | National Report            | 52  |

### Anuales
| País           | Lista                            | Mejor posición |      |      |      |      |      |
| 2017           | 2017                             | 2017           | 2017 | 2017 | 2017 | 2017 | 2017 |
| -------------- | -------------------------------- | -------------- | ---- | ---- | ---- | ---- | ---- |
| Alemania       | Official German Charts           | 98             |      |      |      |      |      |
| Australia      | ARIA Singles Chart               | 65             |      |      |      |      |      |
| Bélgica (W)    | Ultratop                         | 86             |      |      |      |      |      |
| Dinamarca      | Tracklisten                      | 80             |      |      |      |      |      |
| Estados Unidos | Billboard Hot 100                | 91             |      |      |      |      |      |
| Estados Unidos | Hot Dance/Electronic Songs       | 9              |      |      |      |      |      |
| Estados Unidos | Dance Mix Show Songs             | 11             |      |      |      |      |      |
| Estados Unidos | Dance Electronic Digital Songs   | 11             |      |      |      |      |      |
| Estados Unidos | Dance Electronic Streaming Songs | 18             |      |      |      |      |      |
| Estados Unidos | Pop Songs                        | 33             |      |      |      |      |      |
| Estados Unidos | Radio Songs                      | 70             |      |      |      |      |      |
| Hungría        | Stream Top 100                   | 74             |      |      |      |      |      |
| Polonia        | Polish Airplay Top 100           | 34             |      |      |      |      |      |
| Suecia         | Sverigetopplistan                | 96             |      |      |      |      |      |
| Reino Unido    | UK Singles Chart                 | 73             |      |      |      |      |      |
| 2018           |                                  |                |      |      |      |      |      |
| Estados Unidos | Hot Dance/Electronic Songs       | 13             |      |      |      |      |      |
| Estados Unidos | Dance/Electronic Digital Songs   | 31             |      |      |      |      |      |
| Estados Unidos | Dance/Electronic Streaming Songs | 34             |      |      |      |      |      |
| Honduras       | Monitor Latino                   | 73             |      |      |      |      |      |

### Certificaciones
| País           | Organismo certificador | Certificación | Ventas certificadas | Ref.   |
| -------------- | ---------------------- | ------------- | ------------------- | ------ |
| Alemania       | BVMI                   | Oro           | 200 000             | [ 57 ] |
| Australia      | ARIA                   | 3× Platino    | 210 000             | [ 58 ] |
| Bélgica        | BEA                    | Oro           | 10 000              | [ 59 ] |
| Canadá         | Music Canada           | 2× Platino    | 160 000             | [ 60 ] |
| Dinamarca      | IFPI — Dinamarca       | Platino       | 90 000              | [ 61 ] |
| Estados Unidos | RIAA                   | Platino       | 1 000 000           | [ 62 ] |
| Finlandia      | IFPI — Finlandia       | Oro           | 5000                | [ 63 ] |
| Irlanda        | IRMA                   | Platino       | 15 000              | [ 64 ] |
| Italia         | FIMI                   | Platino       | 50 000              | [ 65 ] |
| Noruega        | IFPI — Noruega         | 2× Platino    | 120 000             | [ 66 ] |
| Nueva Zelanda  | RMNZ                   | Oro           | 15 000              | [ 67 ] |
| Países Bajos   | NVPI                   | Platino       | 20 000              | [ 64 ] |
| Portugal       | AFP                    | Platino       | 10 000              | [ 68 ] |
| Reino Unido    | BPI                    | Platino       | 600 000             | [ 69 ] |
| Suecia         | IFPI — Suecia          | Platino       | 40 000              | [ 70 ] |